# Danity Kane
Danity Kane fue un grupo musical femenino estadounidense formado por Diddy en el programa de televisión Making the Band de MTV. Antes de disolverse el grupo estaba integrado por Aubrey O'Day, Dawn Richard y Shannon Bex, aunque originalmente también incluía a Aundrea Fimbres y D. Woods.
Su primer disco Danity Kane fue un éxito en Estados Unidos vendiendo más de dos millones de copias, además de sus dos sencillos «Show Stopper» y la balada «Ride for You», luego su segundo disco Welcome to the Dollhouse repitiendo el éxito de su anterior trabajo y también con solo dos sencillos, «Damaged» y «Bad Girl». Ambos álbumes llegar al puesto #1 en el Billboard 200 de Estados Unidos.

## Historia
En el 2004 el productor y cantante Diddy tuvo la idea de crear un reality show donde se buscaban cinco chicas para crear un nuevo grupo. Con la ayuda de la coreógrafa Laurie Ann Gibson y el entrenador vocal Johnny Wright buscaban en un grupo de veinte mujeres el próximo quinteto pop. Al pasar el tiempo Diddy no se sentía satisfecho con las siete finalistas del programa por lo que decidió dar un tiempo al reality para luego eliminar a varias candidatas y dejar a Aundrea Fimbres, Aubrey O'Day , ya para la tercera temporada se eligieron a las tres jóvenes faltantes y comenzaron a grabar lo que sería el primer disco como grupo.

### 2005-2006 Danity Kane
Después de meses de grabación del disco fue lanzado el 22 de agosto de 2006.
Producido por Timbaland, Scott Storch, Rodney Jerkins, Mario Winans y Ryan Leslie. El primer día el disco fue un éxito ya que vendió 90.000 copias y en su primera semana debutó en el número uno de Billboard 200 con 234.000 copias vendidas superando al tercer disco de la cantante Christina Aguilera.
El primer sencillo fue Show Stopper producido por Jim Jonsin , fue puesto a libertad en 4 de agosto debutando número diecisiete del Billboard Hot 100 para luego subir a la posición ocho.
Fuera de los Estados Unidos, el sencillo fue un éxito superior como en Alemania.
Para seleccionar el segundo sencillo se puso en la página myspace oficial del grupo una encuesta en el que fue elegido la balada Ride for you producida por Bryan Michael Cox y siendo un éxito moderado en Estados Unidos. El video fue estrenado en el programa TRL el 5 de diciembre del 2006.
Desde la creación del grupo en el 2005 se han visto rodeadas de rumores desde la separación del grupo hasta el romance de Aubrey O'Day con Diddy todos siendo desmentidos por las integrantes.

### 2007 – 2008: Welcome to the dollhouse
A finales del 2007 las chicas comenzaron a grabar lo que sería su segundo material discográfico el que solo duró cinco semanas de grabación. Para elegir el primer sencillo se puso una encuesta en la página web oficial donde se podía oír dos temas que eran candidatas a primer sencillo esas eran Pretty Boy y Damaged, siendo este último el que ganaría la encuesta.
El video de Damaged fue estrenado el 29 de enero del 2008. El video fue nominado a los MTV Video Music Award a mejor video pop junto a las Pussycat Dolls y mejor baile en un video junto a la cantante Britney Spears y su video Piece of me, perdiendo estas dos categorías.
Welcome to the dollhouse fue lanzado el 18 de marzo del 2008 debutando número uno en Billboard 200 con ventas superiores a 236.000 solo 2.000 copias más que su disco debut, además de ser el único grupo femenino en posicionar sus dos discos número uno en los charts.

### Salida de Aubrey o'day y D. Woods
Después de Making the band 4 donde se mostraba como grababan su nuevo álbum y la grabación del video Damaged, empezaron nuevamente los rumores de que la banda se separaba a pesar de que Diddy y las chicas lo negaban. Los rumores tomaban más fuerzas; fue cuando en el mes de octubre se hizo público que dos integrantes dejaban el quinteto.
Todo fue causado por el supuesto desprecio a cuerpo o voces de las integrantes que se iban.

## Discografía

### Álbumes
| Año  | Información                                                                        | Posiciones | Posiciones | Posiciones | Certificación                                  |
| Año  | Información                                                                        | U.S.       | R&B        | UWC        | Certificación                                  |
| ---- | ---------------------------------------------------------------------------------- | ---------- | ---------- | ---------- | ---------------------------------------------- |
| 2006 | Danity Kane - Primer álbum de estudio - Lanzado: 22 de agosto de 2006              | 1          | 2          | 5          | - RIAA: Platina - Ventas en EE. UU.: 2,000,000 |
| 2008 | Welcome to the Dollhouse - Segundo álbum de estudio - Lanzado: 18 de marzo de 2008 | 1          | 1          | 2          | - RIAA: Oro - Ventas en EE. UU.: 538,956       |

### Sencillos
| Año  | Título                             | Posiciones | Posiciones | Posiciones | Posiciones | Posiciones | Álbum                    |
| Año  | Título                             | U.S. 100   | U.S. Pop   | U.S. R&B   | CAN        | UWC        | Álbum                    |
| ---- | ---------------------------------- | ---------- | ---------- | ---------- | ---------- | ---------- | ------------------------ |
| 2006 | Show Stopper (featuring Yung Joc)  | 8          | 12         | 33         | —          | 34         | Danity Kane              |
| 2006 | Ride for You                       | 79         | 55         | 122        | —          | —          | Danity Kane              |
| 2008 | Damaged                            | 10         | 5          | 110        | 26         | 23         | Welcome to the dollhouse |
| 2008 | Bad Girl (featuring Missy Elliott) | 110        | 85         | —          | —          | —          | Welcome to the dollhouse |